# Ouled Sidi Cheikh - Cheraga
Ouled Sidi Cheikh - Cheraga (de l'est) ou Awlad Sidi Shaykh (en arabe : الشرقة اولاد سيدي الشيخ) est une tribu pré-saharienne de l'Algérie. 
La tribu s'est constitué au XVIIe siècle dans le Sud-Oranais, autour des descendants d'un saint, Sidi Cheikh. Au milieu du XIXe siècle, elle formait une confrérie religieuse musulmane et elle a organisé plusieurs révoltes contre l'occupation française en Algérie dans les années 1860, puis en 1881 derrière le Cheikh Bouamama.

## Origine
Sidi Cheikh, de son vrai nom de Abdelkader Ben Mohammed (XVIe siècle) est le saint fondateur de la famille de noblesse religieuse des Ouled Sidi Cheikh. Il est à l’origine d’une grande tribu, et d’une confrérie puissante : la Shâkhîya. Les écrits hagiographiques font remonter ses origines jusqu'au premier calife, Abou Bakr As-Siddiq. La famille a des origines qui remontent au XIVe siècle, dans la région de Béchar en Algérie, sous le nom de Boubekriya.
Le plus ancien et le plus connu de ses aïeuls dans la région, fut Sidi Muhammad ben Slimân al-Alî, dont la qoubba est vénérée de nos jours à Mascara. Celui-ci fut expulsé de Tunis à la suite de désordres religieux dont il aurait été l'instigateur. 
Les ancêtres de la famille ont joué un rôle dans la propagation de la doctrine malikite et ont purgé plusieurs villages berbères du kharidjisme. En effet, la région des hauts plateaux de l’Ouest algérien professait encore, et malgré la chute depuis des siècles des Rostémides.
De cette descendance, émergea Sidi ben Slimân ben Bousmâha (vers 1459-1539). Il décéda à Beni Ounif où il fut enterré laissant une postérité de trois enfants: Sidi Muhammad, le père de Sidi Cheikh s’installera à Chellala Dahrania ; Ahmad al-Majdûb se fixa à Aïn Sefra ; et le troisième est Lalla Sfiya, qui fut patronne de Sfissifa, enterré à Tiout, elle aussi la patronne de la tribu des Oulad al-Nahar.
Sidi Cheikh acquit une influence sur toutes les populations comprises entre le Tell de la frontière du Maroc et le Djebel Amour.
Sidi Cheikh a fondé une tribu et une tariqa, et il est difficile de nos jours de faire la distinction entre ses descendants et ses adeptes. Il était reconnu pour son savoir et était très vénéré. De nombreuses personnes se sont mises à son service pour bénéficier de sa baraka, y compris les âbîd (esclaves), et les khûddâm, que l'on traduit communément par le terme « travailleur ». Les khûddâm se distinguaient des âbîd car ils se plaçaient volontairement sous le patronage de Sidi Cheikh.
Dans le Sud-ouest algérien, l'augmentation de la population au cours du XVIe siècle a nécessité une intensification de l'agriculture et une coopération accrue entre nomades et agriculteurs. Sidi Cheikh a créé une communauté de producteurs de dattes et de nomades spécialisés dans le commerce des caravanes, dont le siège était un centre de prière et de méditation qui représentait la ville dans la campagne.

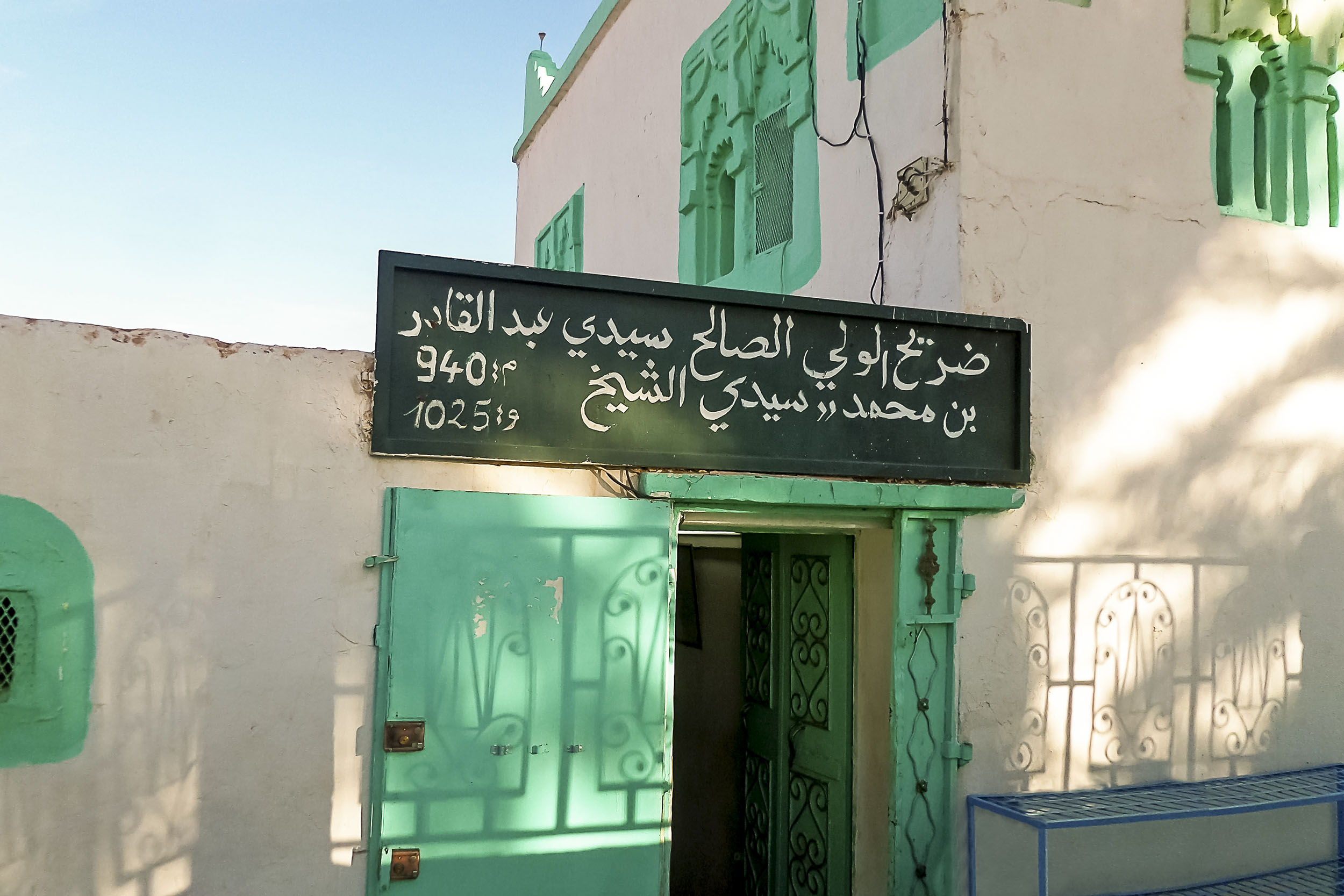
Mausolée de Sidi Cheikh dans la wilaya d'El Bayadh.

Au cours des siècles suivants, la pression démographique a diminué et le centre de prière et de méditation a été progressivement approprié par les descendants du saint, les Ouled Sidi Cheikh, qui se sont développés en une tribu de taille moyenne. L'éducation en faveur d'une communauté urbaine et religieuse s'est relâchée et l'éthique tribale a pris le dessus. Ainsi, au XVIIe siècle, les diverses populations nomades autour des monts des Ksour se groupent autour des descendants du saint.
Ses descendants furent confrontés à des désaccords quant à la gestion de la Zaouïa ainsi qu'à sa représentation, également appelée Mechiakha, ils se divisent en deux factions distinctes : les Ghraba et les Cheraga. La seconde, plus importante en nombre et plus aisée financièrement du fait de contributions régulières de tribus du Sud, bénéficiait d'un avantage indéniable.
Merad Boudia parle de la « principauté » des Ouled Sidi Cheikh qui apparaît au XVIIe siècle dans le Sud Oranais. En effet, l'emprise de la Régence d'Alger était très lâche sur les tribus du Sud telle celle des Ouled Sidi Cheikh. Ils ont ainsi du XVIIe au XIXe siècle mis l'ouest saharien sous leur autorité. Ce n'est cependant pas un pouvoir central (car détenu par la régence d'Alger), ni une dynastie, mais une confédération politique chapeautée par une riyasa (une chefferie) aux mains de la tribu maraboutique des Ouled Sidi Cheikh et des confréries.

## Territoire

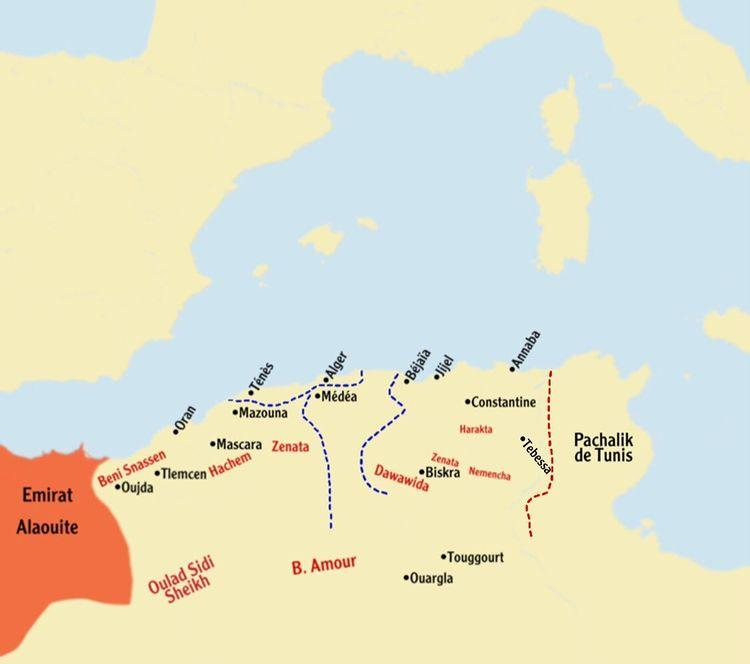
Les Ouled Sidi Cheikh et les tribus tributaires dans de la régence d'Alger au XVIIe siècle

Les Ouled Sidi Cheikh nomadisaient depuis le XVIIe siècle dans la région des monts des Ksour. A la fin des années 1950, Les Ouled Sidi Cheikh nomadisent entre le Piémont saharien et les pâturages des oueds Seggueur et Gharbi et, d'autre part, la région montagneuse des monts des Ksours. 
Les Ouled Sidi Cheikh sont encadrés au Nord-Est par les Laghouat Ksel et au Sud-Ouest par les Cheurfa, les Ouled Sidi Tadj et un groupe d'Amour détaché depuis longtemps du groupe principal du Djebel Amour.

## Conquête coloniale et résistance

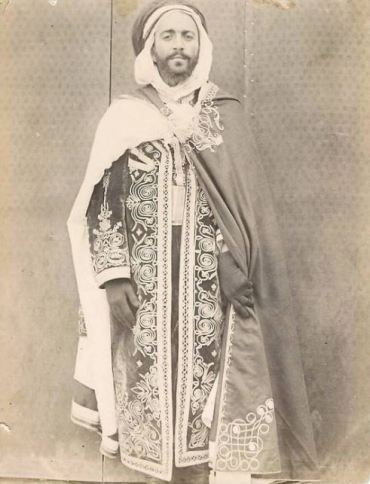
Caïd de la tribu des Ouled Sidi Cheikh.

En 1845, le traité de Lalla Maghnia établissant une frontière entre le Maroc et l'Algérie eu des conséquences notables pour la confédération nomade des Ouled Sidi Cheikh qui se retrouva divisée en deux groupes séparés. 
Avant leur défection, les Ouled Sid Cheikh Ghraba avaient accepté de servir la France. Si Hamza Ben Boubeker mena alors une guerre contre le chérif d'Ouargla, Si Mohamed-ben-Abdelkader, et vainquit les Arba et les Ouled Naïl qui lui étaient fidèles. Il razzia également les autres tribus du Nord et les contraignit à se plier à son autorité. En récompense de ses services, Si Hamza fut nommé, en 1850, Khalifa des territoires du Sud qu'il avait soumis.
Au printemps 1864, une révolte éclata chez les Ouled Sidi Cheikh Cheraga dans le Sud-Oranais. Les raisons de cette révolte étaient l'exaspération due aux spoliations et au poids de l'impôt, ainsi que l'humiliation infligée à leur chef par les bureaux arabes. Un revers subi par les Français le 7 avril de la même année encouragea le mouvement, encouragé par les marabouts, à s'étendre du Djebel Amour au Titteri, en passant par le pays des Flitta et le Dahra.
Les Ouled Sidi Cheikh tentèrent de s'unir pour lutter plus efficacement contre les troupes françaises, mieux armées et mieux organisées, mais ils furent tantôt vainqueurs, tantôt vaincus. L'engagement d'Aïn Madhi du 31 janvier 1869 tourna au désastre. Le climat politique dans le Sud-Oranais demeura durablement troublé. Les Ouled Sidi Cheikh ne reprirent le combat qu'en mai 1881, sous la houlette de Cheikh Bouamama.

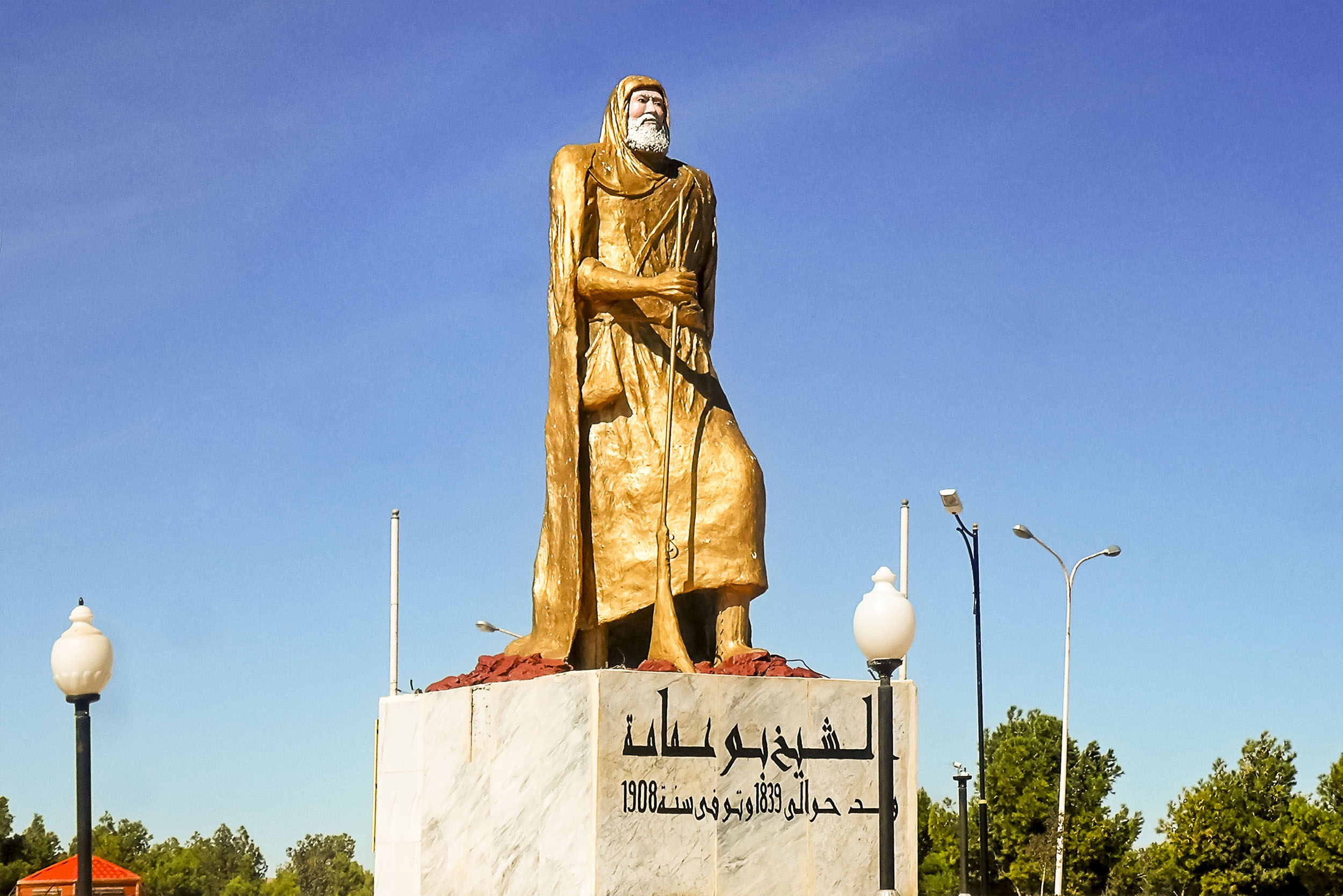
Statue du Cheikh Bouamama l'algérien à El Bayadh

Après plusieurs affrontements qui tournèrent à l'avantage de BouAmama, l'intervention militaire à El Abiodh Sidi Cheikh et la profanation du tombeau de Sidi Cheikh annoncèrent la reprise de l'offensive française. La paix fut négociée en mai 1883 avec les chefs de la tribu, moyennant des arrangements ménageant les principaux d'entre eux. En revanche, l'accord imposa une contribution à verser par les habitants, appliqua le séquestre aux tribus vaincues et procéda à la déportation de certains insurgés, comme le poète Mohamed Belkheir, « porte-parole de l'insurrection », à Calvi et à l'île Sainte-Marguerite.
L'épopée des Ouled Sid Cheikh, à bien des égards, illustre comment une tribu maraboutique a pu enflammer des tribus entières et embraser une partie importante de l'Algérie, l'Ouest, le Centre et le Sud, en affrontant les troupes de l'armée française équipées d'un armée française équipées d’un armement moderne.